# 부탄 축구 연맹
부탄 축구 연맹(영어: Bhutan Football Federation)은 부탄의 축구 협회이다. 국제축구연맹(FIFA)과 아시아 축구 연맹(AFC)에 가입되어 있다. 부탄 리그, 부탄 축구 국가대표팀 등을 관리한다.

## 같이 보기
- 아시아 축구 연맹
- 남아시아 축구 연맹
- 부탄 축구 국가대표팀
- 부탄 여자 축구 국가대표팀
- 부탄 리그